# Trichonephila clavata
Espèce
Synonymes
- Nephila clavata L. Koch, 1878
- Nephila limbata Thorell, 1898
- Nephila obnubila Simon, 1906
- Argiope maja Bösenberg & Strand, 1906
- Nephila clavatoides Schenkel, 1953
- Nephila clavata cavaleriei Schenkel, 1963

Trichonephila clavata, l’Araignée Joro (ジョロウクモ ; 女郎蜘蛛, jorōgumo),, est une espèce d'araignées aranéomorphes de la famille des Araneidae.

## Systématique et taxinomie
Cette espèce a été décrite sous le protonyme Nephila clavata par L. Koch en 1878. Elle est placée dans le genre Trichonephila par Kuntner et al. en 2019.
Nephila clavatoides et Nephila clavata cavaleriei ont été placées en synonymie par Zhu, Song et Zhang en 2003.
Argiope maja a été placée en synonymie par Jäger en 2012.

### Publications originales
- L. Koch, 1878 : « Japanesische Arachniden und Myriapoden. » Verhandlungen der Zoologisch-Botanischen Gesellschaft in Wien, vol. 27, p. 735-798 (texte intégral).
- Ono, 2011 : « New spiders of the families Tetragnathidae, Nephilidae and Clubionidae (Arachnida, Araneae) from Izu and Ogasawara Islands, Tokyo. » Bulletin of the National Science Museum, Series A (Zoology), vol. 36, no 1, p. 15-26.

## Distribution
Cette espèce se rencontre de l'Inde au Japon et en Extrême-Orient russe.
Elle a été introduite aux États-Unis, où elle serait arrivée par conteneur en 2014, le climat chaud et humide de la Géorgie est particulièrement propice à sa prolifération et en Azerbaïdjan..

## Description
Les mâles mesurent de 4,00 à 8,00 mm et les femelles de 17,00 à 25,00 mm.

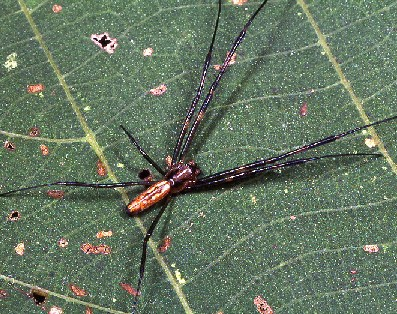
Trichonephila clavata ♂

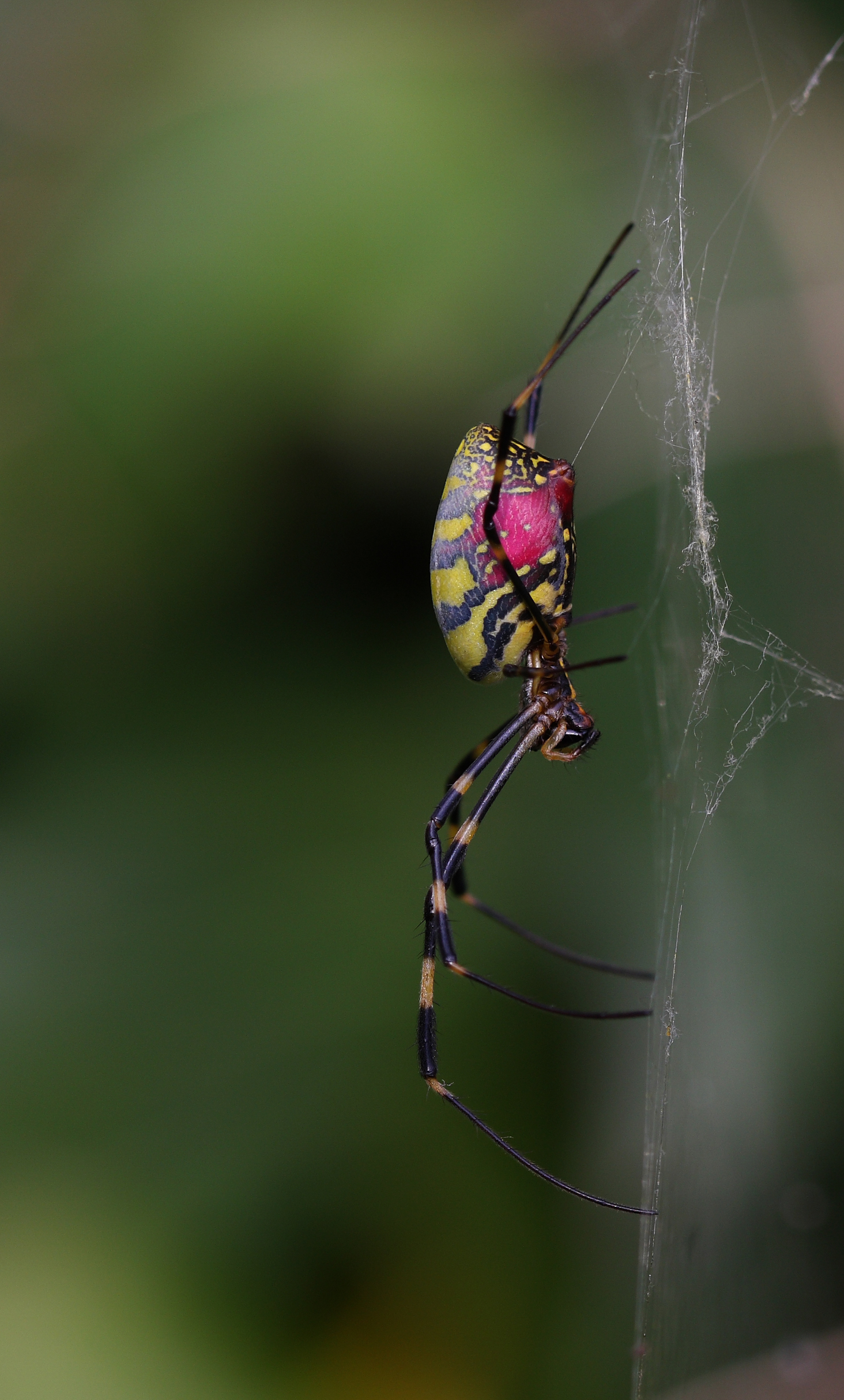
Trichonephila clavata ♀

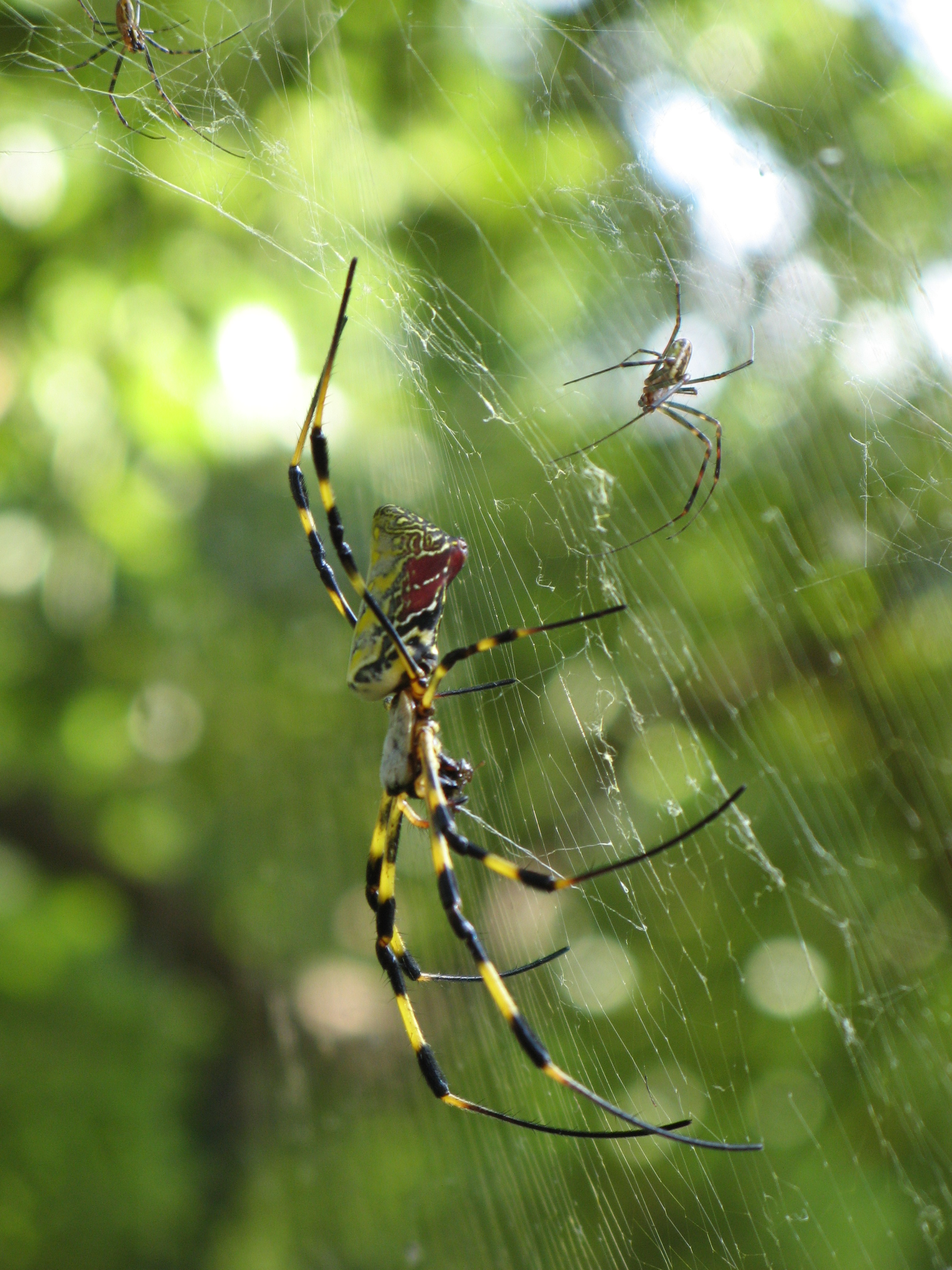
Trichonephila clavata 1 ♀ & 2 ♂

L'araignée Jorō en japonais (ジョロウグモ （女郎蜘蛛、上臈蜘蛛） Jorō-gumo), est très appréciée au Japon pour les couleurs vives et chatoyantes des femelles de l’espèce.

## Liste des sous-espèces
Selon World Spider Catalog (version 26, 08/04/2025) :
- Trichonephila clavata clavata (L. Koch, 1878)
- Trichonephila clavata caerulescens (Ono, 2011) du Japon

## Dans le folklore japonais
Le terme joroo dans le nom de l’espèce provient du terme japonais 女郎 (jorō, , terme que l’on peut traduire par « fille de joie » ou « prostituée »). Il s’agit également du nom d’une créature du folklore local, la jorōgumo, une créature mi-femme mi-araignée attirant les hommes dans sa toile. 